# Jan Hrdina
Jan Hrdina, född 5 februari 1976 i Hradec Kralove, Tjeckoslovakien, är en tjeckisk ishockeyspelare.
Hrdina draftades 1995 av Pittsburgh Penguins i NHL som klubbens 5:e val, 128:e totalt. I mars 2003 byttes han tillsammans med Francois Leroux till Phoenix Coyotes för Ramzi Abid, Dan Focht och Guillaume Lefebvre. Ett år senare, i mars 2004, byttes han ännu en gång och då till New Jersey Devils för Michael Rupp och ett andra draft-val i 2004 års NHL-draft. Han har totalt spelat 513 NHL-matcher och gjort 101 mål och 196 målgivande passningar (totalt 297 poäng) samt 341 utvisningsminuter.
28 augusti 2006 skrev Hrdina ett sexmånaderskontrakt med HV71 i Elitserien. På grund av svenska skatteregler anlände han inte till klubben förrän 18 oktober 2006. Fram till dess spelade han för HIFK i finländska FM-ligan. Efter en skadedrabbad säsong, 2008/2009, förlängde HV71 inte kontraktet med Hrdina och han är klubblös inför säsongen 2009/2010.

## Klubbar
- HV71 2006/2007 - 2008/2009
- HIFK 2006/2007
- Columbus Blue Jackets 2005/2006
- HC Kladno 2004/2005
- New Jersey Devils 2003/2004
- Phoenix Coyotes 2002/2003 - 2003/2004
- Pittsburgh Penguins 1998/1999 - 2002/2003
- Syracuse Crunch 1997/1998
- Cleveland Lumberjacks 1996/1997
- Spokane Chiefs 1995/1996
- Seattle Breakers 1994/1995 - 1995/1996
- HC Hradec Kralove 1993/1994

## Meriter
- SM-guld 2008 med HV71
- SM-silver 2009 med HV71